# Рюль, Франц
Франц Рюль (нем. Franz Rühl; 26 октября 1845 — 3 июля 1916) — немецкий историк; профессор Дерптского, затем Кёнигсбергского университетов.
Родился в Ханау. Из-за ранней смерти отца Августа Рюля (нем.) был воспитан матерью. Учился в начальной школе в Ханау, затем в средней школе в Арользене и в гимназии в Корбахе. Затем он изучал классическую филологию в университете Йены (два семестра), в Берлине (два семестра), снова в Йене (один семестр) и, наконец, в Марбурге. Наибольший интерес у него вызывала история, которую он слушал у Шмидта и Вахсмута.
В 1871 году он получил хабилитацию в Лейпцигском университете, а с 1872 года стал преподавать в Дерптском университете, сначала — приват-доцентом, затем — доцентом и профессором кафедры истории. С 1876 года он был профессором в Кёнигсбергском университете, в котором преподавал 35 лет и в 1905/06 гг. исполнял должность ректора. 
В 1911 году он по болезни отказался от профессуры и переехал в Йену, где в 1912 году полностью ослеп. Тем не менее, в последующие годы он написал ещё восемь своих сочинений.

## Сочинения
Основные труды:
- «Руководство по греческой хронологии» (нем. Handbuch der griechischen Chronologie; совместно с В. А. Шмидтом, 1888),
- «Хронология Средних веков и Нового времени» (нем. Chronologie des Mittelalters und der Neuzeit; 1897)
- «Письма и документы по истории Пруссии при Фридрихе Вильгельме III» (нем. Briefe und Aktenstücke zur Geschichte Preussens unter Friedrich Wilhelm III; 1899—1904).